# Коротких, Николай Иванович
Николай Иванович Коротких (24 ноября 1908 (по некоторым известным данным — 1909), Киев — сентябрь 1942, там же) — советский футболист, полузащитник. Офицер НКВД.

## Биография
Родился 24 ноября 1908 (по некоторым известным данным — 31.01.1909) в Киеве в семье рабочих (отец — Иван Семёнович Коротких).
В футбол играть начал в киевском «Металлисте».
С 1932 по 1934 год находился в городе Иваново, где был завербован в НКВД и параллельно выступал за местное «Динамо».
После этого вернулся в Киев и стал выступать за «Динамо». С 1940 года и до начала Великой Отечественной войны играл за киевский «Рот-Фронт» под руководством тренера Степана Синицы.
Во время войны остался в Киеве и был участником футбольных поединков в оккупированном Киеве в июле-августе 1942 года в составе команды «Старт», один из которых впоследствии назвали «Матч смерти», в это же время по заданию советской разведки вел подпольную работу в захваченном немцами Киеве.
Осенью 1942 года сестра Николая выдала брата нацистам, боясь, что они сами узнают о его работе в органах. 6 сентября он был арестован и у Коротких был найден фотопортрет в форме НКВД. После этого он подвергся пыткам, во время которых умер от сердечного приступа.

## Достижения
- Чемпион УССР: 1931, 1936
- Обладатель Кубка УССР: 1937, 1938
- Серебряный призёр Чемпионата СССР: 1936 (весна)
- Бронзовый призёр Чемпионата СССР: 1937

## Награды
- Мастер спорта СССР
- Медаль «За отвагу» (1965, посмертно награждён в канун 20-летия Победы)[5]